# Зорин, Дмитрий Иванович
Дмитрий Иванович Зорин (1905—1967) — русский советский писатель, драматург и журналист.

## Биография
Родился 5 (18) августа 1905 года в деревне Кузьменовская (ныне Кинель-Черкасский район Самарской области).
Получил юридическое образование, работал журналистом. Первую его пьесу «Семья комиссара» поставил в 1936 году Славгородский театр (Славгород).
Автор романов «Перелом» (1931), «Русская земля» (1966), пьес «Возвращение Тараса» (1948), «Портрет девушки» (1960), «Вечный источник» (1956) и «Весенний гром» (1961), «Друзья и годы» (последняя совместно с В. В. Эренбергом). Пьесы «Вечный источник» и «Весенний гром» составляют дилогию, посвящённую жизни крестьянства. Писал рассказы и очерки.
Пьеса «Вечный источник» была впервые поставлена в Ярославском драматическом театре им. Ф. Волкова в 1956 году. В 1957 году её поставил в Малом театре Борис Бабочкин.